# Die Hinterbliebenen
Die Hinterbliebenen war ein von 1945 bis 1949 bestehendes Tournee-Kabarett.
Die Texte für eine wechselnde Besetzung schrieben auch die Begründer Herrmann Mostar und Heinz Hartwig. Martin Jente zählte ebenfalls zu diesem Personenkreis.
Die Hinterbliebenen gehörten zu den ersten deutschen Kabaretts nach Ende des Zweiten Weltkrieges. Im Dezember 1945 wurde das erste Programm der reisenden Gruppe aufgeführt: Wir heizen ein. Es folgten Tourneen mit weiteren Programmen. Interpreten waren neben den Autoren, die bisweilen auch auftraten, zum Beispiel Gerda Bundesmann, Senta Foltin und Harald Wolff.
Aus Anlass der Eröffnung des Kabaretttheaters Der Ulenspiegel gaben sie dort am 22. Juni 1946 ein Gastspiel. 1948 wurde das dritte Programm Auf in den Kampf in Bremen vom zuständigen britischen Theateroffizier verboten. Später wurde es in den Hamburger Kammerspielen wieder aufgeführt.
1949 fiel das Kabarett dem allgemeinen Theatersterben anheim.

## Programme (Auswahl)
- Wir heizen ein, 1945
- Auf in den Kampf, eine politische Carmenparodie, 1948[1]